# Amphimallon dalmatinum
Amphimallon dalmatinum är en skalbaggsart som beskrevs av Brenske 1894. Amphimallon dalmatinum ingår i släktet Amphimallon och familjen Melolonthidae. Inga underarter finns listade i Catalogue of Life.